# 酒色魮脂鯉
酒色魮脂鯉，為輻鰭魚綱脂鯉目脂鯉亞目脂鯉科的其中一個種，為熱帶淡水魚，分布於南美洲巴西São João河流域，體長可達6.3公分，棲息在沙底質、水流快速且植被生長的溪流，生活習性不明。

## 扩展阅读
- 維基物種上的相關：酒色魮脂鯉